# Oldřich Pelčák
Oldrich Pelczak, né le 2 novembre 1943 à Zlín (protectorat de Bohême-Moravie) et mort le 7 octobre 2023 à Prague (Tchéquie), est un cosmonaute et ingénieur tchécoslovaque puis tchèque.

## Biographie
Oldřich Pelčák est diplômé de l'Académie d'aviation militaire Youri Gagarine (en) en Union soviétique. Il est sélectionné le 25 novembre 1976 dans le premier groupe Intercosmos (1er groupe Intercosmos, 1976), groupe de cosmonautes invités issus du bloc de l'Est par l'URSS.
Il est la doublure pour son compatriote Vladimír Remek pour le vol Soyouz 28.